# Pierre Fournier

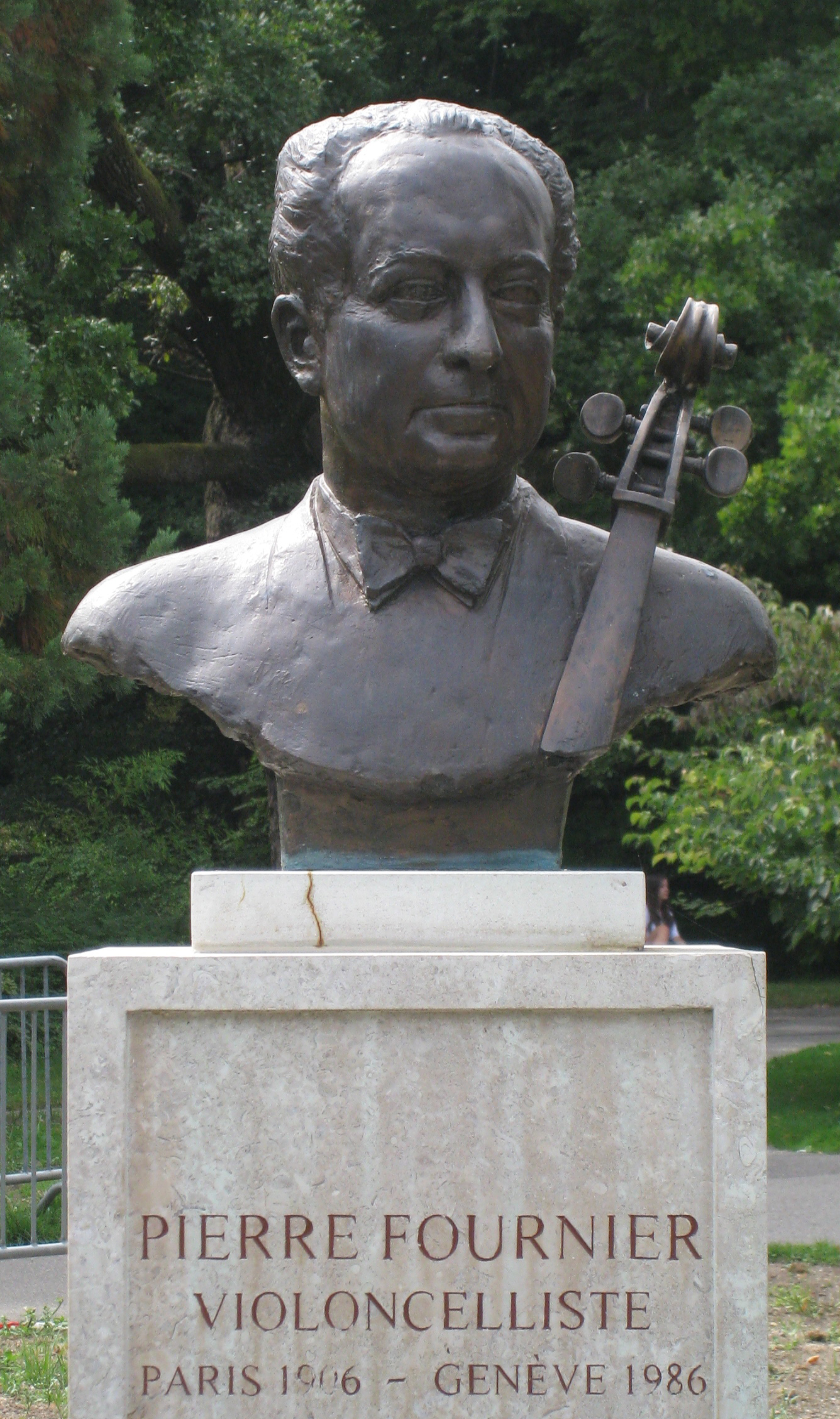
Borstbeeld van Pierre Fournier in Genève

Pierre Fournier (Parijs, 24 juni 1906 - Genève, 8 januari 1986) was een Frans cellist. Hij werd de "aristocraat der cellisten" genoemd, vanwege zijn elegante wijze van musiceren en zijn majestueuze geluid.
Hij was de zoon van een generaal van het Franse leger. Zijn moeder leerde hem pianospelen, maar hij kreeg een milde vorm van polio en raakte de behendigheid in zijn benen en voeten kwijt. Vanwege zijn problemen met de pedalen koos hij daarom voor de cello.
Hij voltooide zijn opleiding aan het Conservatoire de Paris in 1923 toen hij zeventien werd. Hij werd begroet als "de cellist van de toekomst" en kreeg lof toegezwaaid voor zijn virtuositeit en techniek met de strijkstok. Hij werd bekend toen hij in 1925 bij het Orchestre Colonne speelde, en maakte tournees over de hele wereld. 
Hij nam de complete kamermuziek van Brahms en Schubert op voor de BBC (deze opnames zijn verloren gegaan). Hij werd ook zeer gewaardeerd voor zijn opnames van de Bach suites. Ze worden nog steeds beschouwd tot de beste opnamen die van deze suites gemaakt zijn.
Fournier gaf les aan de École Normale de Musique in Parijs en aan het Conservatorium van Parijs van 1937 tot 1949.
In 1956 ging hij in Zwitserland wonen, zonder zijn Franse nationaliteit op te geven. Hij gaf er verder les. De Britse cellist Julian Lloyd Webber was een van zijn leerlingen. 
Hij ontving diverse onderscheidingen zoals die van Officier in het Franse Legioen van Eer, Officier in de Franse Orde van Kunsten en Letteren en Commandeur in de Belgische Orde van Leopold II.
Tot twee jaar voor zijn dood bleef hij optreden. Hij overleed op 79-jarige leeftijd in Genève.

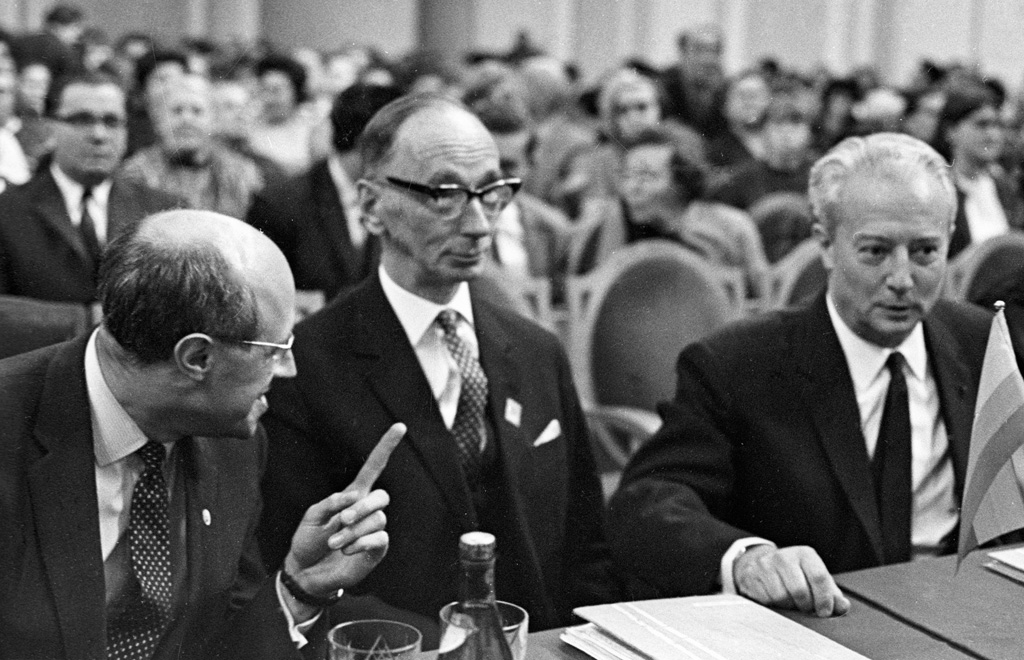
De cellisten Mstislav Rostropovich, Kazimir Wilkomirski en Pierre Fournier in 1966 in de jury van het Derde Internationaal Tchaikovsky Concours

## Prijzen en erkenningen
Grammy Awards voor de beste kamermuziekuitvoering:
- Pierre Fournier, Arthur Rubinstein & Henryk Szeryng voor de uitvoering van Schuberts pianotrio's nr. 1 in B, op. 99 en nr. 2 in E, op. 100
- Pierre Fournier, Arthur Rubinstein & Henryk Szeryng voor de uitvoering van Brahms' complete trio's en Schumanns trio nr. 1 in d-mineur.

- Biblioteca Nacional de España: XX1447948
- Bibliothèque nationale de France: cb133229265 (data)
- Catàleg d'autoritats de noms i títols de Catalunya: 981058520478006706
- CiNii: DA08029786
- Gemeinsame Normdatei: 120890410
- International Standard Name Identifier: 0000 0001 2030 8940
- Library of Congress Control Number: n83121496
- Nationale Bibliotheek van Letland: 000073579
- MusicBrainz: 8ce5c26a-9b10-4a8b-a41b-f12e58d1066e
- Nationale Bibliotheek van Tsjechië: xx0053076
- Nationale Bibliotheek van Israël: 987007456734905171
- Nationale Bibliotheek van Polen: a0000001713617
- Nederlandse Thesaurus van Auteursnamen: 102144869
- Istituto Centrale per il Catalogo Unico: DDSV005042
- LIBRIS: 234856
- SNAC: w6hx2084
- Système universitaire de documentation: 035585765
- Virtual International Authority File: 94287796
- WorldCat: E39PBJqFQYtR7D8DkDvQFHqmh3